# نظرية المقياس
نظرية المقياس أو نظرية الغيج (بالإنجليزية: gauge theory)‏ في الفيزياء النظرية تمثل نوعاً من نظريات المجال بحيث يكون فيها اللاغرانجيان غير متباين تحت زمرة من التحويلات الموضعية.
يشير الاصطلاح «مقياس» أو «غيج» إلى تعزيز في درجات حرية اللاغرانجيان. التحولات بين المقاييس الممكنة، يطلق عليها تحويلات، تشكل زمرة لي والتي يشار إليها بزمرة التناظر أو زمرة المقياس للنظرية. إن أي زمرة لي يصحبها جبر لي لمولدات الزمرة. ينبغي أن ينشأ في كل مولد للزمرة مجال متجه يطلق عليه مجال المقياس.
يشير مصطلح المقياس إلى أي شكلية رياضية محددة لتنظيم درجات الحرية المفرطة في اللا غرانجيان. تشكل التحويلات بين المقاييس المحتملة، والتي تسمى بتحويلات المقياس، زمرة لاي - يشار إليها باسم زمرة التماثل أو زمرة مقاييس النظرية. يرتبط بأي زمرة لاي مجموعة مولدة للزمرة وأيضًا جبر لاي. ينشأ بالضرورة لكل مجموعة مولدة حقل مقابل (عادة ما يكون حقلًا اتجاهيًا) يسمى بحقل المقياس. تندرج حقول المقياس في اللا غرانجيان لضمان عدم تغيرها تحت تحولات المجموعة الموضعية (تسمى بمقياس اللاتغير). عند تكمية مثل هذه النظرية، تسمى الكمات التي نحصل عليها من حقول المقياس باسم البوزونات العيارية. إذا كانت زمرة التماثل غير إبدالية، يشار إلى نظرية المقياس بأنها نظرية مقياس غير أبيلية، والمثال المعتاد هو نظرية يانغ-ميلز.
توصف العديد من النظريات القوية في الفيزياء من قبل اللا غرانجيان اللامتغير تحت بعض زمر التماثل التحويلية. عندما يكونون لامتغيرين في ظل تحول يُجرى بشكل متماثل في كل نقطة من الزمكان الذي تحدث فيه العمليات المادية، يُقال أن لديهم تماثلًا كليًا. التماثل الموضعي، الذي يُعد حجر الأساس لنظريات المقياس، هو قيد أقوى، بل إن التماثل الكلي في واقع الأمر هو مجرد تماثل موضعي معلمات زمرته ثابتة في الزمكان (بنفس الطريقة التي يمكن بها فهم قيمة ثابتة على أنها دالة لمعلمة معينة، والتي يكون لها نفس الناتج دائمًا).
تعتبر نظريات المقياس مهمة تمامًا كنظريات المجال الناجحة التي تشرح حركيات الجسيمات الأولية. الديناميكا الكهربائية الكمية هي نظرية مقياس أبيلية مع زمرة التماثل U(1) ولديها مجال مقياس واحد وهو المجال الكهرومغناطيسي رباعي الجهد، والفوتون هو البوزون العياري. نظرية النموذج القياسي هي نظرية مقياس غير أبيلية مع زمرة التماثل U(1) × SU(2) × SU(3) ومجموع بوزونات مساوي لاثني عشر بوزون مقياس: فوتون وثلاثة بوزونات ضعيفة وثمانية غلوونات.
نظريات المقياس مهمة أيضًا في شرح الجاذبية في نظرية النسبية العامة، على الرغم من أن قضيتها غير اعتيادية إلى حد ما نظرًا لأن مجال المقياس الذي تصفه عبارة عن موتر، وبصورة أكثر تحديدًا، موتر لانكسوز. تفترض نظريات الجاذبية الكمومية، وأولهم نظرية جاذبية المقياس، وجود بوزون المقياس المعروف باسم الجرافتون. يمكن النظر إلى تماثلات المقياس على أنها نظائر لمبدأ التغاير العام للنسبية العامة، والذي يمكن فيه اختيار نظام الإحداثيات بحرية تحت تماثلات تفاضلية تعسفية للزمكان. يعكس اللاتغير في المقياس واللاتغير في التماثلات التفاضلية كلاهما تكرارًا في وصف النظام. تستبدل جاذبية نظرية المقياس، وهي نظرية جاذبية بديلة، مبدأ التغاير العام بمبدأ المقياس الحقيقي مع حقول مقياس الجديدة.
ذُكرت هذه الأفكار تاريخيًا لأول مرة في سياق الكهرومغناطيسية التقليدية، وفي وقت لاحق، في النسبية العامة. على الرغم من ذلك، ظهرت الأهمية الحديثة لتماثلات المقياس أولًا في ميكانيكا الكم النسبية للإلكترونات - الديناميكا الكهربائية الكمية المشروحة أدناه. أما في يومنا هذا، تعتبر نظريات المقياس مفيدة في فيزياء المواد المكثفة، والفيزياء النووية، وفيزياء الجسيمات عالية الطاقة، علاوة على حقول فرعية أخرى.

## التاريخ
كانت نظرية المجال الأولى التي لها تماثل مقياس هي صياغة ماكسويل في الكهرومغناطيسية في عام 1864-1865، والتي ذكرها في ورقته البحثية «نظرية حركية للحقل الكهرومغناطيسي»، وذكر فيها أيضًا أن أي حقل اتجاهي يختفي تدوره - وبالتالي يمكن كتابته بشكل طبيعي كتدرج لدالة - يمكن أن يضاف إلى جهد المتجة بدون أن يؤثر على المجال المغناطيسي. لم تُلاحظ أهمية هذا التماثل في الصيغ الأولى. وعلى نحو مماثل، لم يُلاحظ اشتقاق ديفيد هيلبرت لمعادلات أينشتاين للمجال من خلال افتراض عدم تغير للفعل تحت ظروف تحول إحداثيات عام. في وقت لاحق، حاول هيرمان فايل توحيد النسبية العامة مع الكهرومغناطيسية بتخمين أن اللاتغير تحت تغيير مستويات القياس (أو «المقياس») قد يكون أيضًا تماثلًا موضعيًا للنسبية العامة. بعد تطوير ميكانيكا الكم، قام فايل مع فلاديمير فوك وفريتز لندن بتعديل المقياس من خلال استبدال عامل مستوى القياس بكمية معقدة وقلب تحول المقياس إلى تحول طوري، وهو تماثل المقياس U(1). فسر هذا تأثير المجال الكهرومغناطيسي على دالة الموجة لجسيم ميكانيكي كمي مشحون. كانت هذه أول نظرية مقياس معترف بها على نطاق واسع، وقد روّجها باولي في عام 1941.